# Kostobobriw
Kostobobriw (ukr. Костобобрів) – wieś na Ukrainie, w obwodzie czernihowskim, w rejonie nowogrodzkim, w hromadzie Semeniwka. W 2001 liczyła 820 mieszkańców.

## Urodzeni
- Isaak Mazepa - ukraiński polityk.